# طريقة ويلتشير لحفظ الطعام
طريقة ويلتشير لحفظ الطعام (بالإنجليزية: Wiltshire Cure)‏ هي طريقة إنجليزية تقليدية لحفظ اللحم المقدد والهام. وقد نشأت في القرن الثامن عشر في مدينة كان بويلتشاير، واستحدثتها أسرة هاريس. كانت في الأصل طريقة حفظ من خلال التجفيف حيث تصاف الملح إلى اللحوم لفترة تتراوح بين 10 و14 يومًا. كان تخزين اللحوم في غرف باردة يقلل من كمية الملح المطلوبة. منذ الحرب العالمية الأولى، أصبحت طريقة ويلتشير لحفظ الطعام تتم بواسطة الماء، حيث ينقع اللحم في ماء مالح لمدة 4 أو 5 أيام، التدخين ليس جزءًا من العملية رغم أنه غالبًا ما يدخن اللحم المقدد بعد حفظه.
في عام 2010، قامت العديد من سلاسل متاجر البقالة البريطانية الكبرى بتوقيع مدونة توعية وافقت من خلالها علي استخدام ملصقات أكثر وضوحًا على منتجات الخنازيرلتفادى اللبس حول بلد المنشأ. بموجب هذا الاتفاق، فإن منتجات لحم الخنزيرالتى تباع في بريطانيا والتي توسم «بطريقة ويلتشاير» يجب ألا يكون مصدرها الوحيد هو المملكة المتحدة.

### الحواشي
1. 1 2  "Richards, Stephen, (born 6 June 1960), Chief Political Commentator, Independent, since 2000". Who's Who. Oxford University Press. 1 ديسمبر 2011. مؤرشف من الأصل في 2020-03-28.
2. 1 2 3  Davidson، Alan (1 يناير 2014). "The Oxford Companion to Food". DOI:10.1093/acref/9780199677337.001.0001. مؤرشف من الأصل في 2020-03-28. {{استشهاد بدورية محكمة}}: الاستشهاد بدورية محكمة يطلب |دورية محكمة= (مساعدة) و|archive-date= / |archive-url= timestamp mismatch (مساعدة)
3. ↑  Piggott & Thirsk, p.
4. ↑  Smillie, Susan (23 February 2010), "New Food Labelling Code Agreed for Pork", الغارديان, Guardian Media Group, retrieved 11 June 2011 نسخة محفوظة 14 مارس 2016 على موقع واي باك مشين.